# Sociologia da violência e da criminalidade
A sociologia da violência e da criminalidade é um ramo da sociologia que estuda as relações e estruturas sociais da violência e criminalidade. 
A violência (do latim violentia) remete ao emprego de força física para infligir dano ou lesão. Segundo Zaluar, "essa força física torna-se violência quando ultrapassa um limite ou perturba acordos tácitos e regras que ordenam relações, adquirindo carga negativa ou maléfica" e é a percepção da sociedade, historica e culturalmente que vai determinar, a partir da identificação e estabelecimento desses limites e do sofrimento que sua ultrapassagem carrega, o que é um ato violento.
Sendo identificada e definida de diferentes formas dependendo da cultura e do contexto temporal de uma sociedade, a violência assume diversas definições e rótulos e portanto, diferentes áreas, em diferentes momentos e lugares, têm se debruçado sobre a violência, entre elas o direito penal, a psiquiatria e psicologia, a antropologia e a sociologia. Também é possível encontrar exemplos de estudos sobre a violência e seus impactos na economia e política. Há também um debate contemporâneo, como o do sociólogo Michel Wieviorka, que discute "O novo paradigma da violência".
Segundo Souza, a mídia também assume um papel na difusão da violência, principalmente entre as classes com menor nível de escolaridade, ao explorar o caráter mercadológico da violência simbólica. Segundo Bourdieu, "Violência simbólica, que é violência que se exerce com a cumplicidade tácita dos que a sofrem e, também, com frequência dos que a exercem, na medida em que uns e outros são inconscientes de exercê-la ou de sofrê-la. Consiste nos mecanismos anônimos, invisíveis, através dos quais se exercem as censuras de toda ordem que auxiliam a manutenção de uma ordem simbólica". É através da mídia também que podemos reconhecer as imagens da violência, suas representações e significados.
Crime se qualifica como a prática de conduta tipificada pela lei penal local como ilícita. Já a criminalidade pode ser conceituada como sendo o conjunto de crimes cometidos em um determinado espaço. Há, portanto uma distinção entre ato violento e crime, onde o primeiro não necessariamente, aos olhos da lei, constitui crime, mas o segundo sempre é uma forma de violência.